# سیارک ۱۸۱۹۲
سیارک ۱۸۱۹۲ (به انگلیسی: 18192 Craigwallace، نامگذاری:2000QP90) هجده هزار و صد و نود و دومین سیارک کشف شده‌است که در ۲۵ اوت ۲۰۰۰ کشف شد.
قدر مطلق سیارک برابر ۱۵.۵ است.